# Gastromaladera
Gastromaladera är ett släkte av skalbaggar. Gastromaladera ingår i familjen Melolonthidae.
Kladogram enligt Catalogue of Life:
| Gastromaladera | \| \| Gastromaladera koyamai \| \| \| \| \| \| Gastromaladera major \| \| \| \| \| \| Gastromaladera nitida \| \| \| \| \| \| Gastromaladera taitungensis \| \| \| \| |
|                | \| \| Gastromaladera koyamai \| \| \| \| \| \| Gastromaladera major \| \| \| \| \| \| Gastromaladera nitida \| \| \| \| \| \| Gastromaladera taitungensis \| \| \| \| |
|                | Gastromaladera koyamai |
|                | |
|                | Gastromaladera major |
|                | |
|                | Gastromaladera nitida |
|                | |
|                | Gastromaladera taitungensis |
|                | |